# La Ladera Grande
La Ladera Grande är en ort i Mexiko.   Den ligger i kommunen Ayotlán och delstaten Jalisco, i den centrala delen av landet, 400 km väster om huvudstaden Mexico City. La Ladera Grande ligger 1 607 meter över havet och antalet invånare är 476.
Terrängen runt La Ladera Grande är huvudsakligen kuperad, men åt sydväst är den platt. Runt La Ladera Grande är det ganska tätbefolkat, med 111 invånare per kvadratkilometer. Närmaste större samhälle är Atotonilco el Alto, 16,7 km väster om La Ladera Grande. I omgivningarna runt La Ladera Grande växer huvudsakligen savannskog.